# Éliot Laprise
Éliot Laprise est un comédien et cinéaste québécois.

## Biographie[1]
Diplômé du Conservatoire d'art dramatique de Québec en 2007, Éliot Laprise interprète des rôles au théâtre et au cinéma. De plus, il réalise des documentaires et des courts-métrages.

## Théâtre
- 2010 : La Reine Margot, mise en scène de Marie-Josée Bastien, coproduction Théâtre de la Bordée et Théâtre Denise-Pelletier, Annibal de Coconas
- 2010 : Bonjour, là, bonjour, de Michel Tremblay, au Théâtre de la Bordée
- 2013 : Danse de Garçons, chorégraphie de Karine Ledoyen, au Carrefour international de théâtre de Québec
- 2013 : Entre Vous et Moi il n’y a qu’un mur, écriture et mise en scène de Jocelyn Pelletier, au théâtre Premier Acte
- 2013 : Frankenstein, de Nick Dear (adaptation du roman de Mary Shelley), mise en scène de Jean Leclerc, Félix de Lacey
- 2014 : La Famille se crée en copulant, de Jacob Wren, mise en scène de Frédéric Dubois au Théâtre Périscope, production de Théâtre des fonds de tiroir[2]

## Filmographie

### Acteur[3]
- 2009 : Les Grandes Chaleurs réalisé par Sophie Lorain, écrit par Michel Marc Bouchard, Didier
- 2013 : Triptyque, réalisé par Robert Lepage et Pedro Pires, Guillaume
- 2014 : L'Escale, réalisé par Carlos Gerardo García et Yannick Nolin, écrit par Steve Gagnon et Yannick Nolin

### Réalisateur
- 2009 : Choc, court-métrage
- 2010 : Congratulations Fuckers, court-métrage
- 2012 : Rent Me, court-métrage

## Prix et récompenses
- 2010 : une mention du jury au Festival Vidéastes Recherché-e-s pour Congratulations Fuckers[4]